# Ariana Grande: Excuse Me, I Love You
Ariana Grande: Excuse Me, I Love You (estilizado em letras minúsculas) é um filme concerto estadunidense estrelado pela cantora Ariana Grande, acompanhando os palcos e bastidores da turnê Sweetener World Tour em 2019. O filme foi lançado em 21 de dezembro de 2020 pela plataforma de streaming Netflix, em comemoração ao primeiro aniversário de conclusão da turnê. O lançamento do filme foi precedido pelo álbum ao vivo K Bye for Now (SWT Live), lançado um ano antes.

## Antecedentes
Em 8 de dezembro de 2020, Grande anunciou um novo filme concerto com três tweets postados em sua conta no Twitter. Em 9 de dezembro de 2020, Grande foi às mídias sociais para confirmar um próximo filme de concerto com o serviço de streaming Netflix, ao mesmo tempo em que confirmou a data de lançamento de 21 de dezembro de 2020. Em 10 de dezembro de 2020, o trailer oficial de Excuse Me, I Love You foi lançado na Netflix. Em 14 de dezembro, a Netflix anunciou que haveria ícones de perfil de Grande disponíveis para os usuários da Netflix junto com o lançamento do filme.

## Produção
Excuse Me, I Love You foi dirigido por Paul Dugdale e com produção executiva pela própria Grande e seu empresário Scooter Braun, Allison Kaye, Scott Manson para SB Projects e Jesse Ignjatovic e Evan Prager para Den of Thieves. Samon Fisher, Liz Garbus e Dan Cogan produzidos, e Paul Dugdale, Ray Rock e James Shin como co-produtores executivos.
A maioria das cenas do show foi filmada durante o show de Grande na The O2 Arena em Londres, Inglaterra, Reino Unido.

## Repertório
1. "Raindrops (An Angel Cried)"
2. "God Is a Woman"
3. "Bad Idea"
4. "Break Up with Your Girlfriend, I'm Bored"
5. "R.E.M."
6. "Be Alright"
7. "Sweetener"
8. "Side to Side"
9. "7 Rings"
10. "Love Me Harder"
11. "Breathin"
12. "Needy"
13. "Make Up"
14. "Right There"
15. "You'll Never Know"
16. "Break Your Heart Right Back"
17. "NASA"
18. "Tattooed Heart"
19. "Everytime"
20. "The Light Is Coming"
21. "Goodnight n Go"
22. "Into You"
23. "Dangerous Woman"
24. "Break Free"
25. "No Tears Left to Cry"
26. "Thank U, Next"

## Recepção
No agregador de resenhas Rotten Tomatoes, o filme tem um índice de aprovação de 50% com base em 6 críticos, com uma classificação média de 4,10 / 10. No Metacritic, o filme recebeu uma pontuação média ponderada de 70 de 100 com base em 4 avaliações, indicando "avaliações geralmente positivas". Chris Azzopardi, do The New York Times, elogiou a personalidade "charmosa e identificável" de Grande e afirmou que o filme captura o cantor em "uma variedade de outros momentos improvisados que dão a impressão de que este vencedor do Grammy pode ser seu melhor amigo".